# Tommy Lister
Tommy "Tiny" Lister, nome d'arte di Thomas Duane Lister Jr. (Pine Bluff, 24 giugno 1958 – Marina del Rey, 10 dicembre 2020), è stato un attore e wrestler statunitense.

## Biografia
Attore caratterista, impegnato spesso nel ruolo del cattivo, da giovane fu un wrestler professionista.
Era alto 2.03 m e cieco dall'occhio destro visibilmente strabico.

## Carriera nel wrestling

### World Wrestling Federation (1989)
Lister recitò nel film del 1989 Senza esclusione di colpi, che era stato finanziato dalla World Wrestling Federation (WWF) e aveva come protagonista Hulk Hogan. Il ruolo di Lister era quello di Zeus, un brutale "monster heel".
Senza esclusione di colpi ispirò un feud in WWF durante la seconda metà del 1989. Lister fu introdotto come "Zeus: The Human Wrecking Machine", e utilizzò lo stesso personaggio del film. Zeus urlava "aw aw" e si batteva il petto durante le interviste e i match, e qualche volta sbagliava la pronuncia del nome degli avversari, come quando, riferendosi a Brutus "The Barber" Beefcake, lo chiamò "Beefcake Barber".
Alla fine, Zeus volle affrontare Hogan sul ring. Citando come motivazione il fatto che era geloso della popolarità di Hogan e la rabbia per essere stato da lui sconfitto nel film, Zeus chiedeva ora la sua propria vendetta personale nella "vita reale". Zeus si alleò con "Macho Man" Randy Savage, all'epoca altro rivale di Hulk, ed iniziò una rivalità con lui e il suo migliore amico, Brutus Beefcake. Le due coppie si affrontarono a SummerSlam 1989 in un tag team match che vide vincitori Hogan & Beefcake, quando Hogan schienò Zeus.
Dopo SummerSlam, Zeus formò un'altra alleanza con "The Million Dollar Man" Ted DiBiase che portò fino alle Survivor Series. All'evento, il team degli Hulkamaniacs (Hulk Hogan, Jake "The Snake" Roberts e Demolition) affrontò The Million Dollar Team (Ted DiBiase, Zeus & Powers of Pain). Zeus fu eliminato dal match per squalifica. The Hulkamaniacs vinsero il match.
Dopo Survivor Series, il feud tra Hulk Hogan & Brutus Beefcake contro Randy Savage & Zeus ebbe la sua conclusione il 27 dicembre 1989 nel corso di uno Steel cage match disputatosi all'evento No Holds Barred: The Match/The Movie. Hogan & Beefcake sconfissero ancora una volta gli avversari in quello che si sarebbe rivelato essere l'ultimo match di Zeus in WWF.

### World Wrestling Council (1990)
Dopo il feud con Hogan, Zeus continuò a lottare in maniera sporadica, principalmente nella World Wrestling Council di Porto Rico, dove affrontò Abdullah the Butcher.

### World Championship Wrestling (1996)
Per breve tempo, Lister lottò anche nella World Championship Wrestling (WCW) con il ring name Z-Gangsta, come membro della stable heel The Alliance to End Hulkamania nel marzo 1996. Poco tempo dopo si ritirò definitivamente dal ring per dedicarsi alla carriera di attore.

## Problemi giudiziari
Il 31 agosto 2012, Lister ha accettato di dichiararsi colpevole di aver cospirato per commettere frodi ipotecarie, in uno schema che ha portato a perdite per 3,8 milioni di dollari. È stato accusato di acquisto fraudolento di case al fine di ritirare 1,1 milioni di dollari in prestiti immobiliari. Nell'aprile 2014 uscì su cauzione ed era fiducioso di evitare la prigione. Dichiarò: «La cosa bella di Dio e del nostro governo è che puoi commettere un errore e loro ti perdoneranno se sei solo una brava persona e agisci bene».

## Morte
È deceduto nel 2020 all'età di 62 anni, negli ultimi giorni mostrava sintomi di COVID-19.

## Filmografia parziale

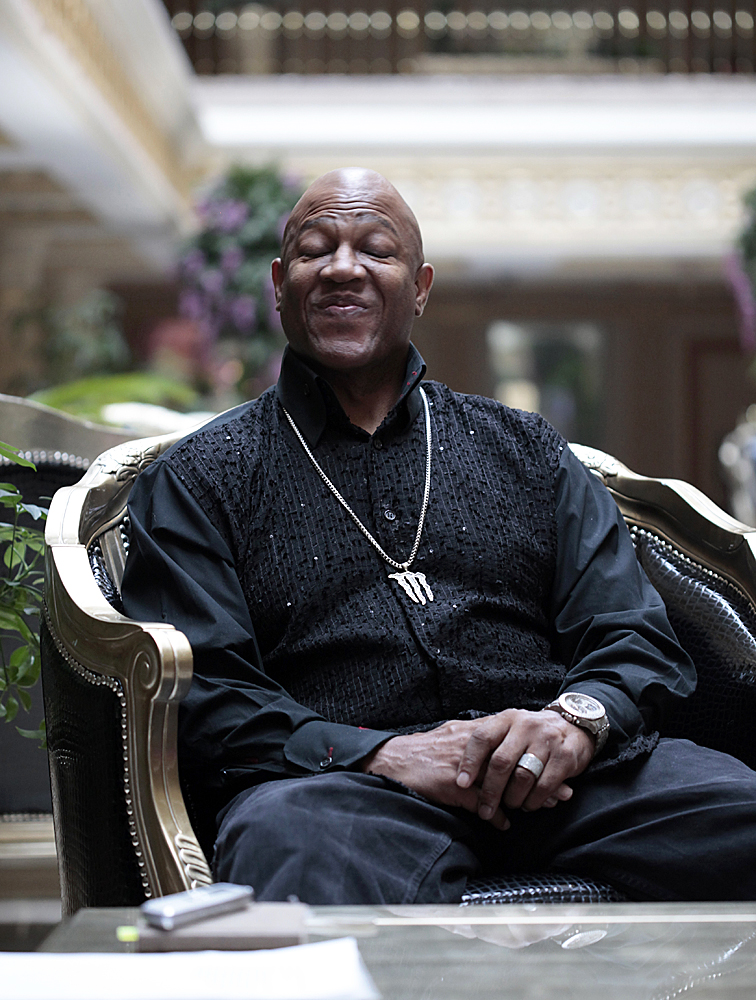
Tommy Lister Jr. nel 2011

### Attore
- A 30 secondi dalla fine, regia di Andrej Končalovskij (1985)
- Pazzi da legare, regia di Mark L. Lester (1986)
- Beverly Hills Cop II - Un piedipiatti a Beverly Hills II, regia di Tony Scott (1987)
- Prison, regia di Renny Harlin (1987)
- La notte prima, regia di Thom Eberhardt (1988)
- Due gemelli e una monella, regia di Jon Turteltaub (1989)
- Senza esclusione di colpi (No Hold Barred), regia di Thomas J. Wright (1989)
- Il ritorno dei ninja, regia di Aaron Worth (1991)
- L'auto più pazza del mondo, regia di Jon Turteltaub (1991)
- Talkin' Dirty After Dark, regia di Topper Carew (1991)
- I nuovi eroi, regia di Roland Emmerich (1992)
- I trasgressori (Trespass), regia di Walter Hill (1992)
- Posse - La leggenda di Jessie Lee (Posse), regia di Mario Van Peebles (1993)
- Ci vediamo venerdì (Friday), regia di F. Gary Gray (1995)
- Il quinto elemento, regia di Luc Besson (1997)
- Jackie Brown, regia di Quentin Tarantino (1997)
- Killer per caso, regia di Ezio Greggio (1997)
- Next Friday, regia di Steve Carr (2000)
- Little Nicky - Un diavolo a Manhattan, regia di Steven Brill (2000)
- Austin Powers in Goldmember, regia di Jay Roach (2002)
- Confidence - La truffa perfetta (Confidence), regia di James Foley (2003)
- Van Helsing - Dracula's Revenge (Dracula 3000), regia di Darrell Roodt (2004)
- Santa's Slay, regia di David Steiman (2005)
- Il cavaliere oscuro, regia di Christopher Nolan (2008)
- Monster Ark - La profezia (Monster Ark), regia di Declan O'Brien – film TV (2008)
- Holy Water, regia di Tom Reeve (2009)

### Doppiatore
- Zootropolis, regia di Rich Moore e Byron Howard (2016) - voce di Finnick

## Doppiatori italiani
Nelle versioni in italiano delle opere in cui ha recitato, Tommy Lister è stato doppiato da:
- Mario Bombardieri in Confidence - La truffa perfetta, Holy Water
- Massimo Cinque in A 30 secondi dalla fine
- Stefano De Sando in Posse - La leggenda di Jessie Lee
- Mauro Magliozzi ne Il quinto elemento
- Stefano Mondini in Jackie Brown
- Massimo Corvo in Little Nicky - Un diavolo a Manhattan
- Michele Di Mauro in Van Helsing - Dracula's Revenge
- Claudio Fattoretto ne Il Cavaliere Oscuro
- Dario Oppido in Monster Ark - La profezia

Da doppiatore è sostituito da:
- Diego Abatantuono in Zootropolis